# Polidamante

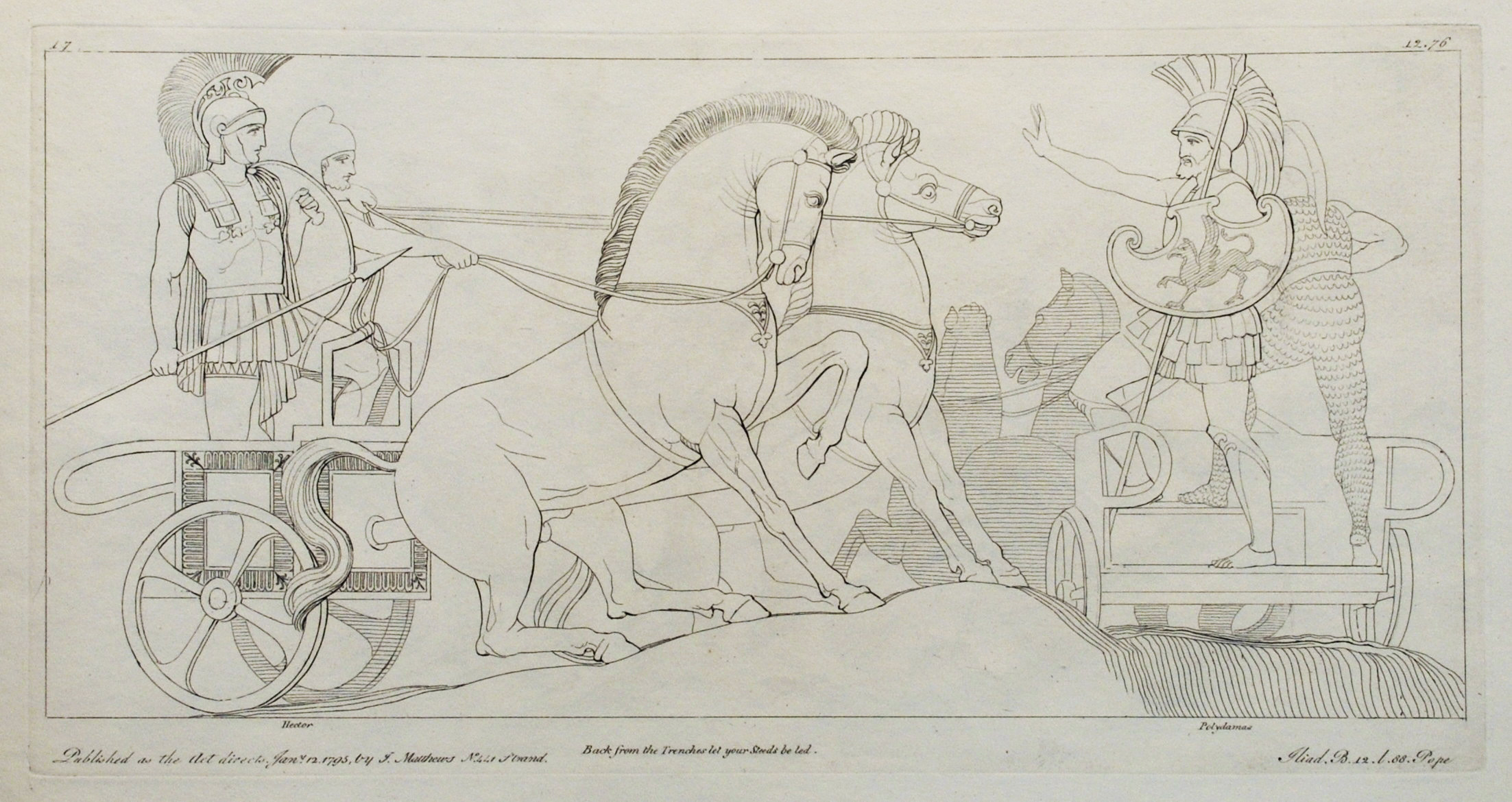
Héctor, Cebríones y Polidamante: talla dulce de 1795, obra de Tommaso Piroli (1752 – 1824) a partir de un dibujo de John Flaxman de 1793, empleada en una edición de la traducción de Alexander Pope de la Ilíada para ilustrar el pasaje correspondiente a los vv. 88 y ss. del Canto XII.

En la mitología griega, Polidamante (Πολυδάμας, -αντος) es un personaje de la guerra de Troya. Aparece en la obra literaria la Ilíada, de Homero. Hijo de Pántoo, sacerdote de Apolo, y de Fróntide, y hermano de Euforbo e Hiperenor, nació la misma noche que Héctor. Es un guerrero y augur troyano que aconseja a sus conciudadanos, aunque estos no siempre hacen caso de sus sabias recomendaciones. También aparece Polidamante en otros poemas épicos, como las Posthoméricas de Quinto de Esmirna. En ambas obras, Polidamante se opone a que se combata a los aqueos, y aboga por la entrega de Helena para terminar la Guerra de Troya.

## En laIlíada
A lo largo de las batallas acontecidas en la Ilíada, Polidamante da muerte a Protoénor, Mecisteo y Oto.
En el Canto XII, Polidamante aconseja atravesar el foso previo al muro del campamento aqueo instalado en la playa, pero advierte de que no se intente asaltarlo al ver que un águila deja caer una serpiente entre los troyanos, lo que entiende él como un mal presagio. Héctor, jefe máximo de las fuerzas troyanas, rehúsa la inacción, tildándola de cobarde, ya que se ve capaz de destruir los barcos enemigos y terminar así la guerra.
En el Canto XIII, Polidamante advierte a Héctor de que tal vez sea prudente dejar de acosar el campamento aqueo, pues teme que, al ver la lucha cerca de él, Aquiles vuelva al combate. Héctor, que al principio sigue el consejo de Polidamante, cambia de opinión después de hablar con su hermano Paris. Más adelante, Héctor logra prender fuego a una nave aquea, como se narra en el Canto XVI; pero uno de los aqueos, Patroclo, rompe el cerco y causa grandes destrozos en el ejército troyano hasta que Héctor lo mata.
En el Canto XVIII, Polidamante aconseja retirarse hasta la seguridad de las murallas de Troya, cosa que Héctor vuelve a rechazar, pues desea proseguir el ataque contra los aqueos. Sin embargo, Aquiles ha montado en cólera por la muerte de su amigo Patroclo, y vuelve a unirse al ejército aqueo; en su ataque, desbarata al ejército troyano y mata al propio Héctor.

## En lasPosthoméricas
En las Posthoméricas, la continuación natural de la Ilíada, Polidamante sigue apostando por la devolución de Helena y sus tesoros como medida para atajar la guerra. Así lo aconseja en el Canto II, después de que Príamo revelase la inminente llegada de Memnón y su ejército de etíopes. Paris tacha de cobarde a Polidamante. Además de su rol como consejero, Polidamante también aparece en el campo de batalla: en el Canto VI es herido en el hombro izquierdo por la pica de Áyax el Menor. En el canto XI, da muerte a Cleón y a Eurímaco.
No se conoce la suerte de Polidamante tras la Guerra de Troya.